# Elektra Records
Elektra Records (4AD Records) — американський лейбл звукозапису, власником якої є Warner Music Group. Лейбл 1950 року заснували Джек Гольцман та Пол Рікхольт.

## Історія лейблу
Лейбл Elektra заснував у Нью-Йорку 1950 року Джек Гольцман. У 50-х і 60-х лейбл випускав так званих «протестних» виконавців (Phil Ochs, Tom Paxton), а також фолк співаків. Але у середині 60-х компанія стала популяризатором року, зробивши цей напрямок досить успішним в США, а потім і в Європі. Крім того, з 1967 лейбл випустив Nonesuch Series для просування того, що тепер називається World Music. У 70-ті Гольцман відійшов від справ своєї фірми заради більш комерційних проєктів типу кабельних мереж. У 90-ті компанія стала просувати на американський ринок виконавців англійського лейблу 4AD - Pixies.
У 2004 році фірма була об'єднана з Atlantic Records Group, що також належить WMG. Після п'яти років бездіяльності лейбл відродила компанія Atlantic 2009 року.